# Isaac Kitts
Isaac Kitts (n. 15 ianuarie 1896, Oswego⁠(d), New York, SUA – d. 1 aprilie 1953, Indiana, SUA) a fost un sportiv ce a reprezentat Statele Unite ale Americii, medaliat olimpic. A participat la 2 ediții ale Jocurilor Olimpice (1932, 1936) în care a câștigat o medalie de bronz.